# Заведующий кафедрой
Заве́дующий ка́федрой — руководитель кафедры в высших учебных заведениях, как правило, профессор, доктор наук.
Под его руководством работают профессора, доценты, ассистенты, старшие преподаватели, ведущие, старшие и младшие научные сотрудники, аспиранты и другие сотрудники кафедры, организуется работа учебных лабораторий и кабинетов. Заведующий кафедрой несёт персональную ответственность за организацию учебной, методической, научной (в том числе подготовка аспирантов) и иных работ на кафедре.
Обычно заведующие кафедрами являются также членами учёного совета факультета и/или высшего учебного заведения.